# Miguel San Andrés Castro
Miguel San Andrés Castro († Pamplona, 15 de juny de 1940) fou un polític valencià.

## Biografia
Membre del Partit Republicà Radical Socialista, en les eleccions a Corts Constituents de 1931 va resultar escollit en la candidatura de la Conjunció Republicano-Socialista per València capital. No ho fou a les de 1933, però va recuperar l'escó en les eleccions de febrer de 1936 com a diputat per la mateixa circumscripció per Izquierda Republicana, en la candidatura del Front Popular.
Durant la Guerra Civil va ocupar diversos llocs en l'administració en Madrid, com el de president de la Junta d'Espectacles, i també fou director de Política, el diari oficial d'Izquierda Republicana. En març de 1939 fou el portaveu del Consell Nacional de Defensa i titular de justícia després del cop d'Estat de Segismundo Casado. Junt amb Besteiro, San Andrés va romandre a Espanya una vegada acabada la guerra. Va ser detingut pels franquistes a València, on es guaria de malaltia greu, i condemnat a mort, encara que posteriorment va ser indultat, i va morir al fuerte San Cristóbal de Pamplona en circumstàncies similars a les de Julián Besteiro.